# Let Love In (álbum de Goo Goo Dolls)
Let Love In es el octavo álbum de estudio de la banda The Goo Goo Dolls, lanzado en el 2006.
De este álbum sacaron los sencillos: Better days, Stay with you, y Let love in
En este álbum también fue introducido el tema Give a little bit sencillo que fue lanzado por la banda en su álbum en vivo Live in Buffalo: July 4th 2004.

## Lista de canciones
| N.º | Título                                                                 | Duración |  |
| 1.  | «Stay with You» (Rzeznik, Glen Ballard)                                | 3:56     |  |
| 2.  | «Let Love In» (Rzeznik, Ballard, Gregg Wattenberg)                     | 5:00     |  |
| 3.  | «Feel the Silence»                                                     | 3:50     |  |
| 4.  | «Better Days»                                                          | 3:33     |  |
| 5.  | «Without You Here»                                                     | 3:49     |  |
| 6.  | «Listen» (Rzeznik, Robby Takac)                                        | 3:11     |  |
| 7.  | «Give a Little Bit» (Rick Davies, Roger Hodgson) (cover de Supertramp) | 3:35     |  |
| 8.  | «Can't Let It Go»                                                      | 3:53     |  |
| 9.  | «We'll Be Here (When You're Gone)»                                     | 3:29     |  |
| 10. | «Strange Love» (Rzeznik, Takac)                                        | 3:35     |  |
| 11. | «Become» (Ballard, Rzeznik)                                            | 4:08     |  |

## Let love in [DVD + CD]
Existe una versión del álbum que es en formato [DVD + CD]. El CD contiene las mismas canciones que el formato normal; el DVD contiene 14 canciones en vivo Live and Intimate, la banda toca todas las canciones del disco Let love in excepto el tema Give a little bit, de igual forma tocan 5 éxitos más de sus álbumes anteriores. El DVD también contiene 2 videos musicales y dos temas acústicos.
DVD
Live & intimate:
- 01 Stay with you
- 02 Let love in
- 03 Feel the silence
- 04 Better days
- 05 Without you here
- 06 Listen
- 07 Can't let it go
- 08 We'll be here [when you're gone]
- 09 Strange love
- 10 Black balloon
- 11 Iris
- 12 Become
- 13 Broadway
- 14 Here is gone

Music videos
- 01 Better days
- 02 Stay with you

Bonus audio
- 01 Better days (acoustic)
- 02 We'll be here [When you're gone] (acoustic).